# Sebastian Croft

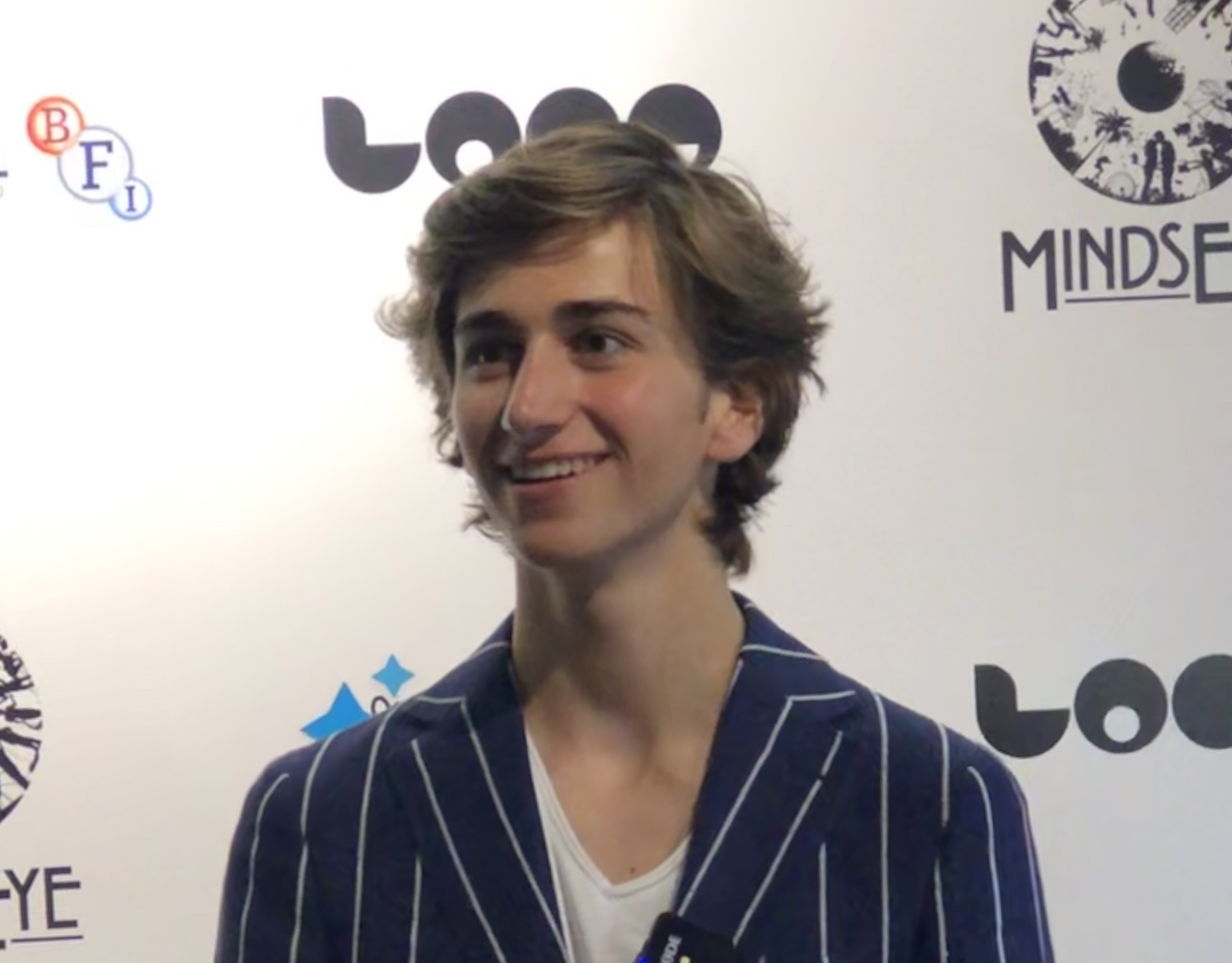
Sebastian Croft, 2019

Sebastian Theodore Kemble Croft (* 16. Dezember 2001 in Oxford, England) ist ein britischer Schauspieler.

## Leben
Sebastian Croft wurde als jüngstes von drei Kindern von John und Doulla Croft in Oxford geboren. Er besuchte die renommierte Dragon School in seiner Heimatstadt: Croft ist über mehrere Generationen hinweg mit dem britischen Schauspieler John Philip Kemble verwandt.
Croft stand das erste Mal im Alter von 7 Jahren auf der Theaterbühne, in dem Musical Tschitti Tschitti Bäng Bäng. Danach folgten Theaterauftritte in Stücken wie Oliver!, Les Misérables und 2013 in Matilda, einer Produktion der Royal Shakespeare Company.
2014 spielte Croft eine Rolle im Musikvideo zu Michael Bublés und Idina Menzels Baby, It’s Cold Outside. Seit 2016 ist er in Film und Fernsehen zu sehen. Er spielte wiederkehrende Serienrollen in Penny Dreadful und Game of Thrones. 2019 übernahm er eine Rolle im Film Music, War and Love.
In der britischen Fernsehserie Heartstopper übernahm er die Rolle des Ben Hope in den ersten beiden Staffeln.

## Filmografie (Auswahl)
- 2016: Houdini and Doyle (Fernsehserie, Episode 1x04)
- 2016: Penny Dreadful (Fernsehserie, 5 Episoden)
- 2016: Game of Thrones (Fernsehserie, 2 Episoden)
- 2016: Houdini and Doyle (Fernsehserie)
- 2017: The Hippopotamus
- 2019: Music, War and Love
- 2019: Horrible Histories - The Movie - Rotten Romans
- 2021: Doom Patrol (Fernsehserie, 1 Episode)
- 2021: Wo ist Anne Frank (Where Is Anne Frank, Stimme)
- 2022: Dampyr
- 2022–2023: Heartstopper (Fernsehserie, 13 Episoden)
- 2024: Date mich Billy Walsh! (How to Date Billy Walsh)